# Anomalospiza imberbis
La viuda anómala o tejedor parásito (Anomalospiza imberbis) es una especie de ave paseriforme de la familia Viduidae. Se distribuye en las praderas africanas al sur del Sahara. El macho es principalmente de color amarillo y verde, mientras que la hembra es de color ante con rayas oscuras. Esta especie practica el parasitismo de puesta, deposita sus huevos en los nidos de otras aves.

## Descripción
Mide entre 11 y 13 cm de longitud. Los machos adultos tienen la cabeza y las partes ventrales amarillas. Las partes dorsales son de color verde oliva con rayas negras. Las áreas amarillas se vuelven cada vez más brillantes antes de la temporada de cría, debido al desgaste. El pico es grande, cónico y de color negro. Las hembras adultas son de color de ante con rayas negras por encima y rayas pálidas en los flancos.
Tiene varias llamadas. Durante las exhibiciones de cortejo los machos tienen un canto nasal.

## Taxonomía

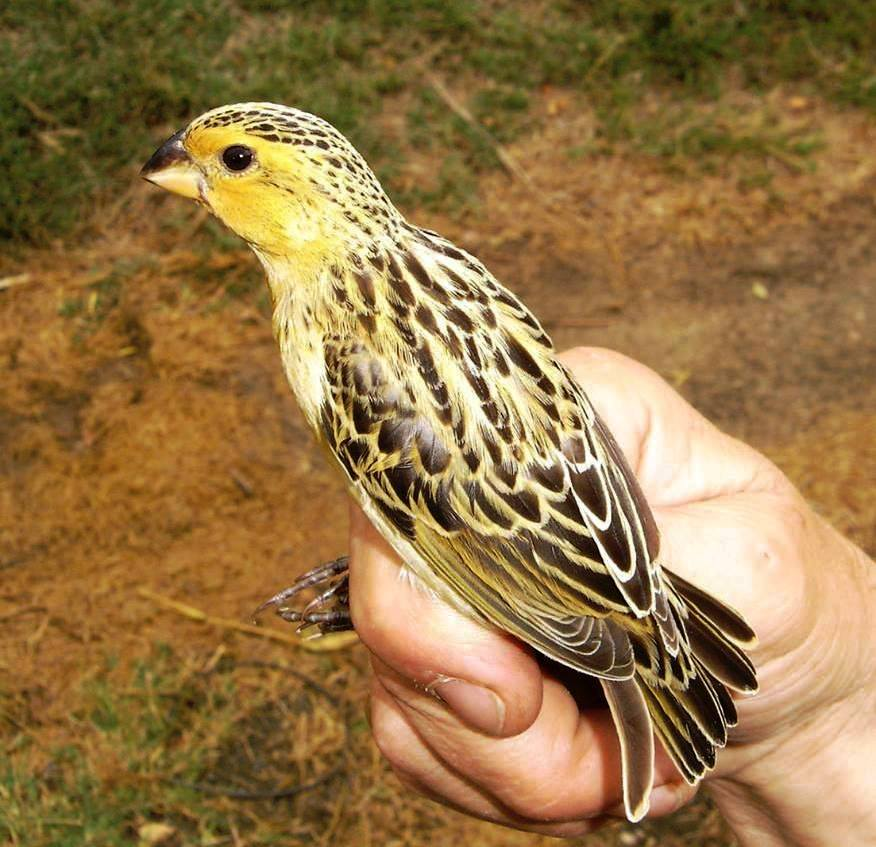
En Polokwane, Limpopo

La especie fue descrita en 1868 por el ornitólogo alemán Jean Cabanis basado en un espécimen de África Oriental, probablemente de Zanzíbar. Fue colocado inicialmente en el género Crithagra pero posteriormente movido a su propio género, Anomalospiza. El nombre del género significa «pinzón anómalo», spiza es una palabra griega para pinzón. El nombre específico imberbis viene del latín y significa «sin barba».
Sus parientes más cercanos se cree que son las viudas del género Vidua, con las que generalmente se considera que forman la familia Viduidae. Anteriormente eran tratados como una subfamilia, Viduinae, ya sea dentro de la familia Estrildidae o la familia Ploceidae.

## Distribución y hábitat
Tiene una distribución dispersa en toda África subsahariana, donde se presenta en pastizales abiertos o ligeramente arbolados, especialmente cerca de las zonas húmedas.
En África Occidental que se puede encontrar en Guinea, Sierra Leona, Costa de Marfil, Ghana, Togo, Benín, el este de Nigeria y el noroeste de Camerún, con registros de aves vagabundas en Gambia y Malí. Más al este se presenta en el sur de Sudán, Etiopía, Uganda, Kenia, Tanzania, Ruanda, Burundi, sur y este de la República Democrática del Congo y localmente en la República del Congo. En África meridional se distribuye en Malaui, Zambia, sur y este de Angola, noreste de Namibia, norte y este de Botsuana, Zimbabue, Mozambique, el este de Sudáfrica y Suazilandia.

## Comportamiento

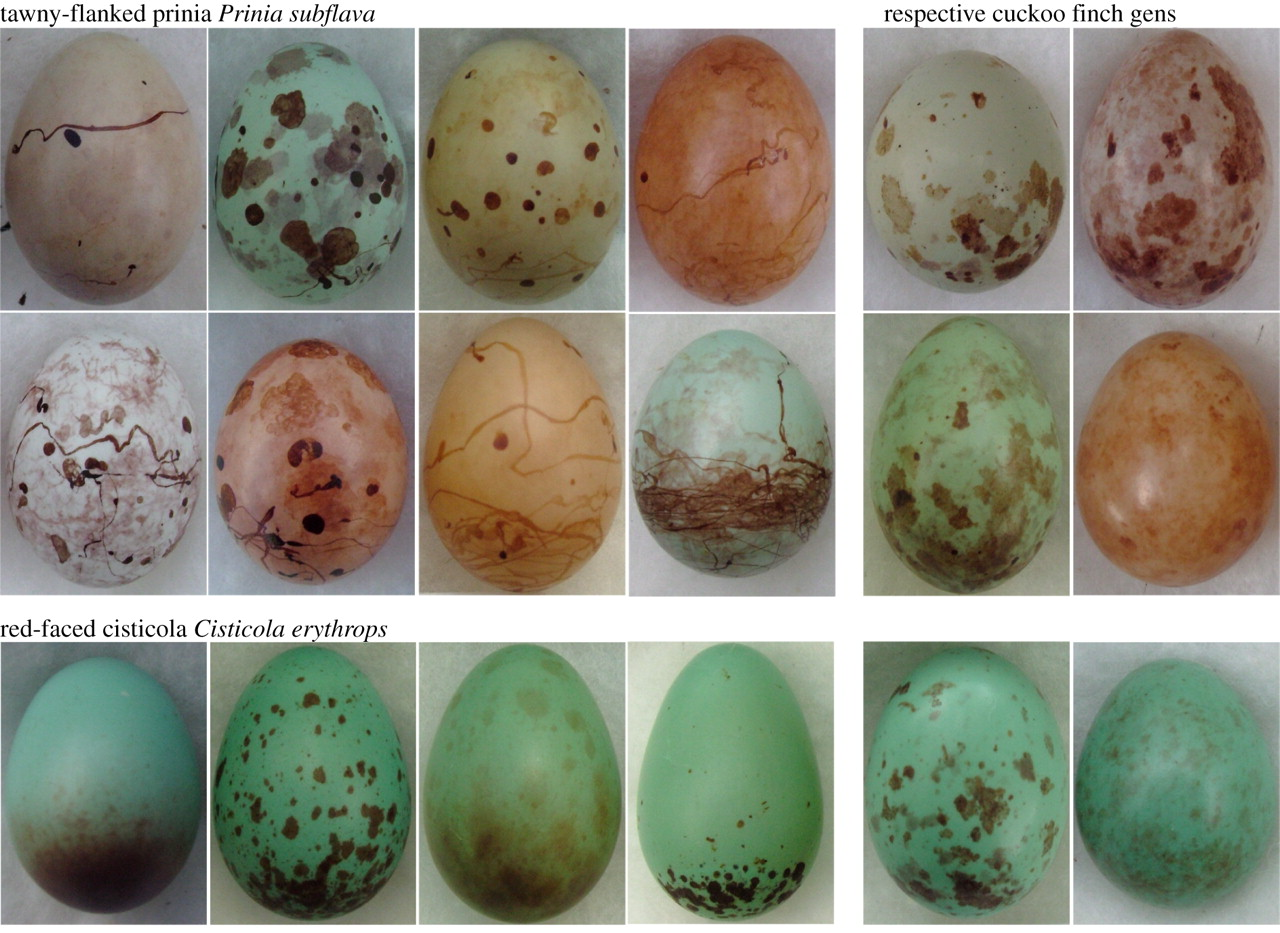
Huevos de viuda anómala (las dos columnas de la derecha), comparados con huevos de prinia modesta (Prinia subflava) y cistícola carirrojo (Cisticola erythrops), se parecen mucho a los huevos de sus especies hospederas.

Por lo general se presenta en parejas o en pequeñas bandadas durante la época de reproducción y bandadas más grandes fuera de la temporada de cría. Busca alimento en el suelo o encaramado en las flores de pastos o hierbas. Se alimenta principalmente de semillas de gramíneas.
Es un parásito de cría, la hembra pone sus huevos en los nidos de cisticolas y prinias. Los huevos son de color blanco, azul pálido o rosa marrón, con marcas rojizas o violetas. Miden de 17 a 17,3 mm de largo y de 12,5 a 13 mm de ancho. Los huevos son incubados durante 14 días. Los polluelos emplumecen después de 18 días y siguen dependiendo de sus anfitriones durante otros 10 a 40 días. Los polluelos del ave anfitriona suele desaparecer, aunque ha habido registros de pichones del hospedador sobrevivientes junto con el polluelo del ave parásita. A veces dos polluelos de viuda anómala han sido encontrados en el mismo nido.

## Subespecies
Anomalospiza imberbis posee dos subespecies:
- Anomalospiza imberbis butleri.
- Anomalospiza imberbis imberbis.